# Artéria retal superior
A artéria retal superior é um ramo da artéria mesentérica inferior que vasculariza o reto.